# Quillan (hrad)
Hrad Quillan je hrad nacházející se ve městě Quillan ve francouzském departementu Aude v metropolitním regionu Okcitánie.

## Historie
Město Quillan je zmíněno v rozsudku komisařů císaře Karla Velikého ve prospěch Daniela, arcibiskupa z Narbonne, ze dne 3. června 782. První zmínka o hradu Quillan pochází z roku 1125.
Během albigenské křížové výpravy se Simon IV. z Montfortu zmocnil Quillanu, který patřil k majetkům arcibiskupa z Narbonne. Ten byl lenním pánem rodiny z Niortu, která aktivně podporovala katarismus.
Arcibiskup z Narbonne Arnaud Amaury si stěžoval papeži Honoriovi III. na zabavení Quillanu v září 1216 a ten nařídil jeho navrácení v březnu 1217. V roce 1224 Amaury VII. z Montfortu postoupil králi Ludvíkovi VIII. všechna svá práva na Okcitánii. Král poté požadoval jurisdikci nad Quillanem a jeho připojení k královskému panství, což arcibiskup z Narbonne napadl. V roce 1255 obyvatelé Quillanu uznali právo na hrad narbonskému arcibiskupovi Guillaumeovi de la Broue. Král Filip III. Smělý v roce 1280 potvrdil dohodu uzavřenou mezi svými důstojníky a narbonským arcibiskupem Pierrem de Montbrun. V roce 1332 byl hrad stále v držení krále Filipa VI. z Valois. Poté přešel plně do vlastnictví arcibiskupů z Narbonne.
Současná podoba hradu byla zřejmě postavena v rámci jedné souvislé stavební kampaně mezi koncem 13. a začátkem 14. století na základech dřívějších opevnění. Má originální design, tvořící čtvercový obvodový val, který je v rozích zesílen strážními věžemi a na jedné straně bránou s věží. Uvnitř stávaly budovy. Ztracené patro věže muselo sloužit k umístění obranných prvků, které lze pozorovat na jiných podobných opevněních, například v Carcassonne.
V roce 1573 byl hrad napaden protestanty a část budov byla vypálena.
Zpráva z roku 1628 uvádí, že hrad je ve velmi špatném stavu, protože nebyl udržován. Tento dokument obsahuje popis místa: přístup po dřevěném schodišti, dlážděné nádvoří, zděná věž sloužící jako vězení, nízké místnosti a velké sály se shnilými podlahami .
Demolice hradu začala v letech 1735-36 a zrychlila se po jeho prodeji během francouzské revoluce.
Od roku 1954 je hrad Quillan zapsán na seznamu historických památek francouzského ministerstva kultury.

## Galerie

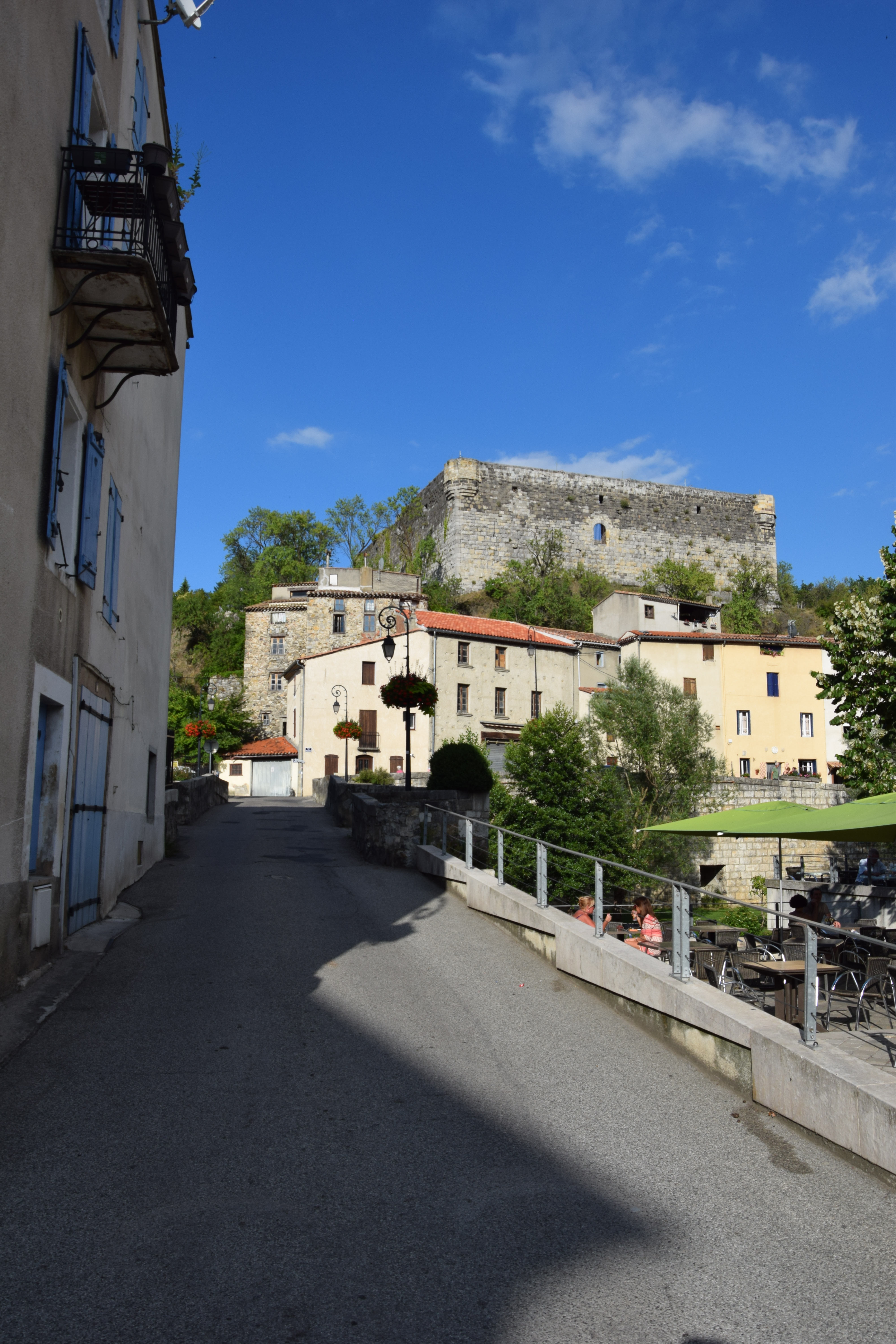
pohled na hrad Quillan z města
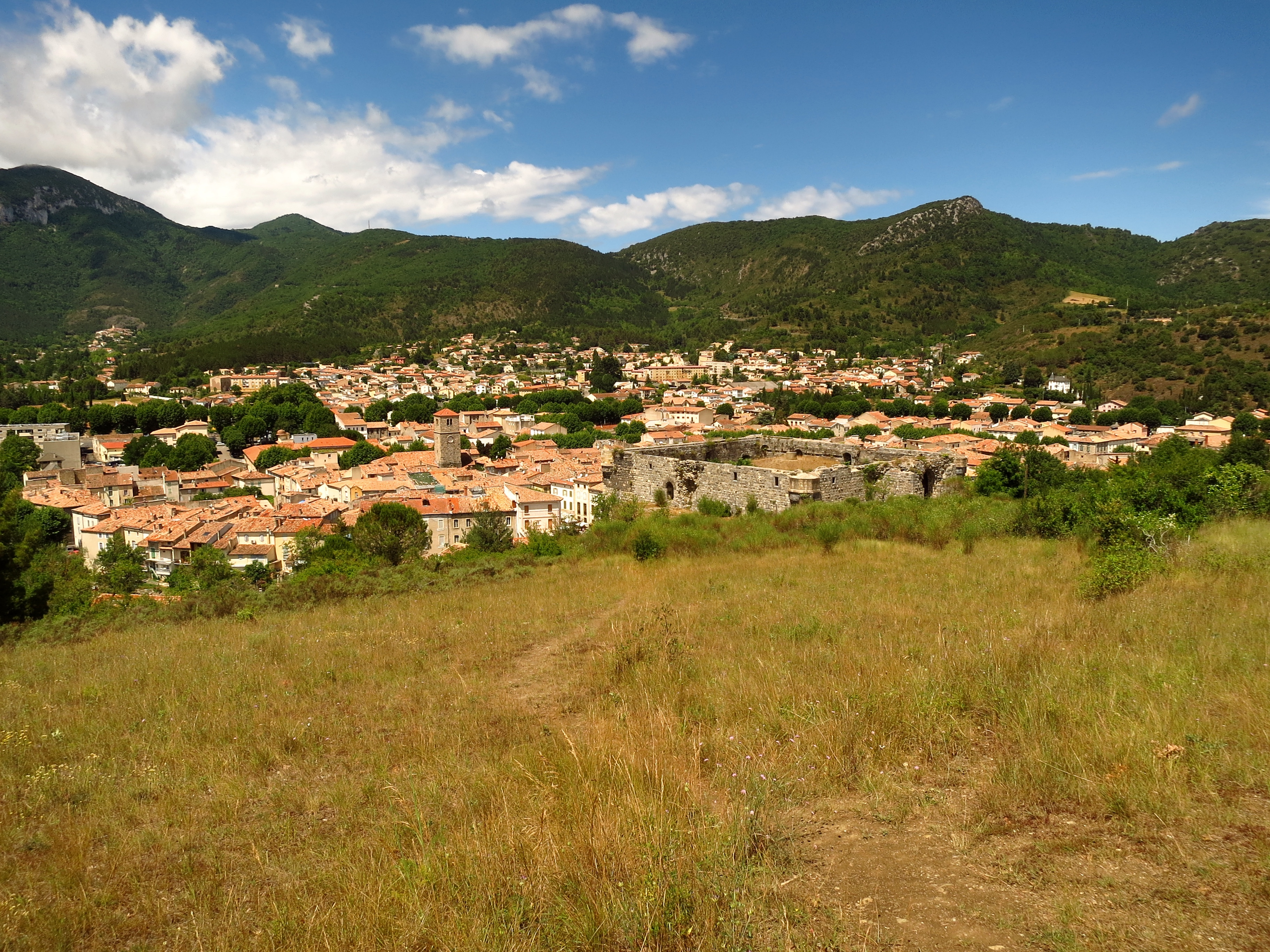
pohled na město a hrad Quillan
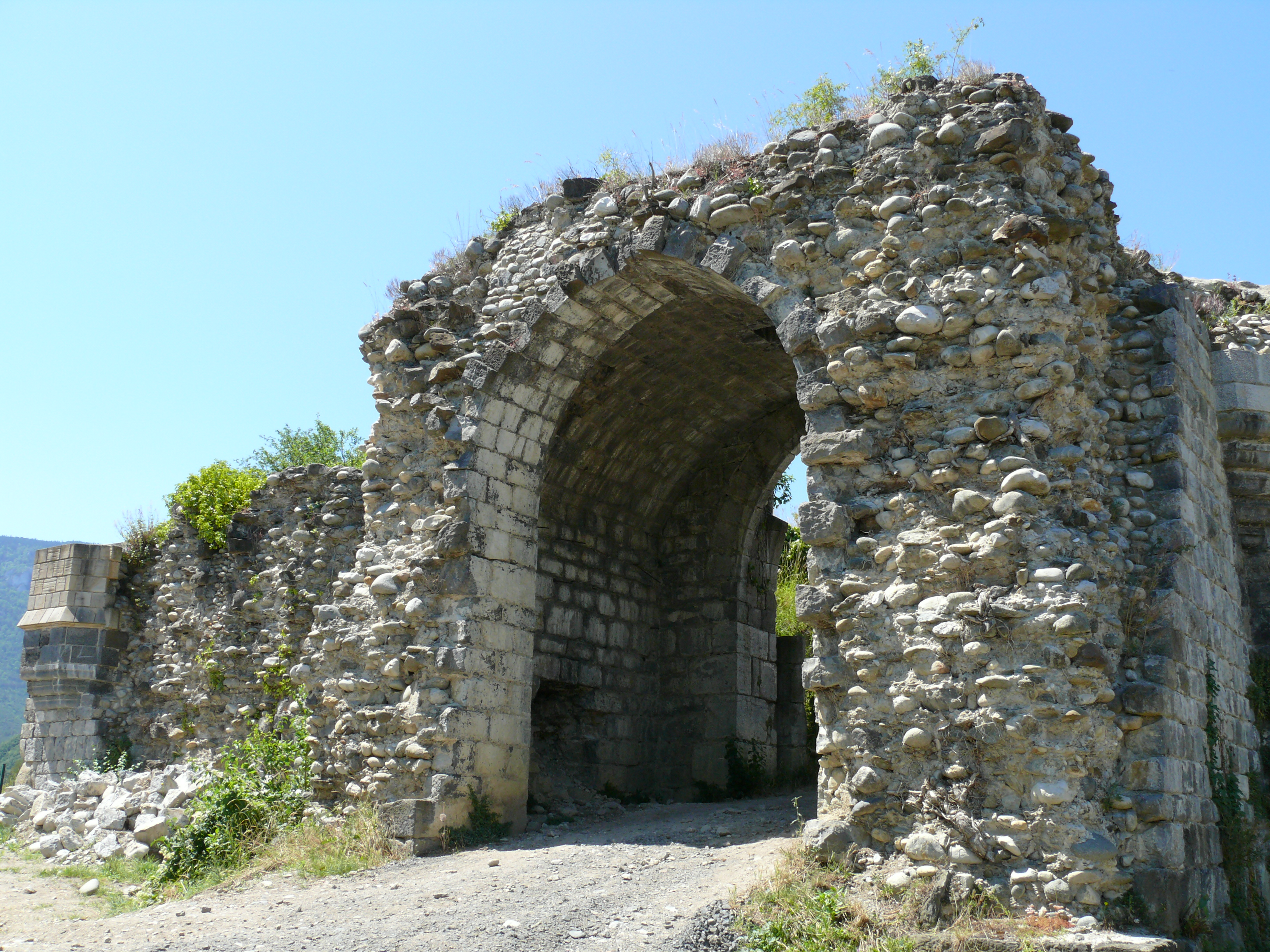
vstupní brána hradu
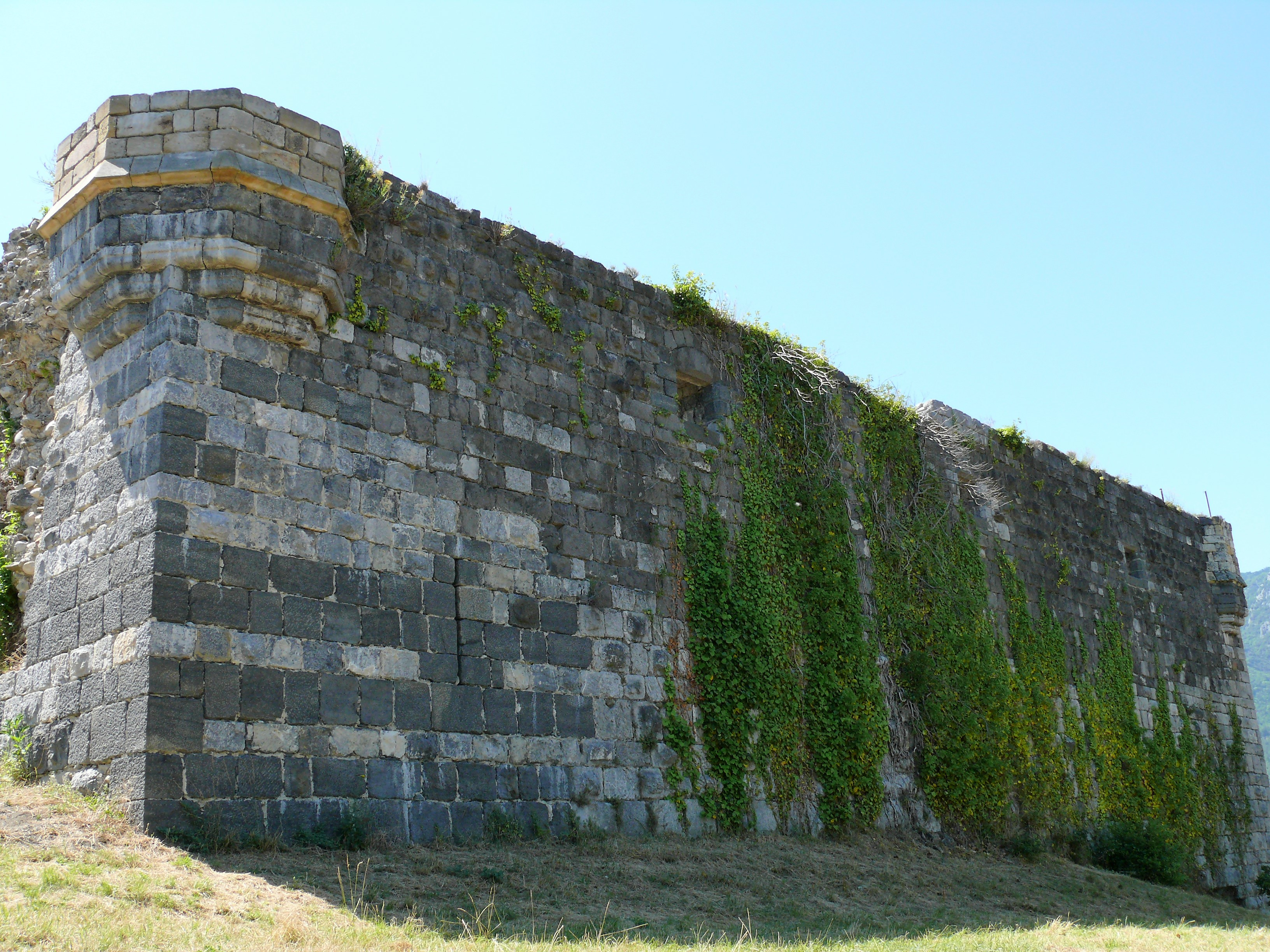
jedna z nárožních strážních věží
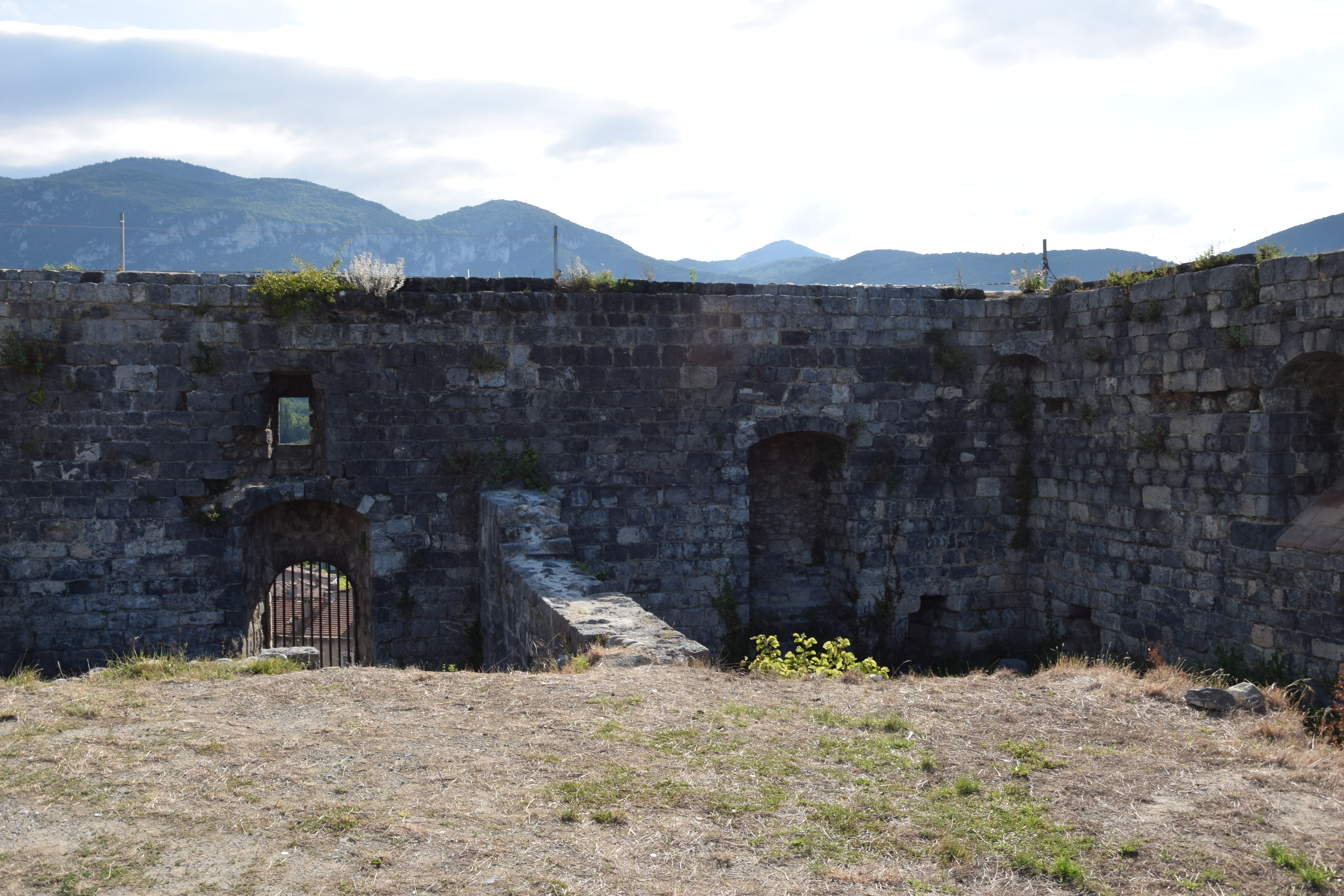
vnitřní nádvoří hradu
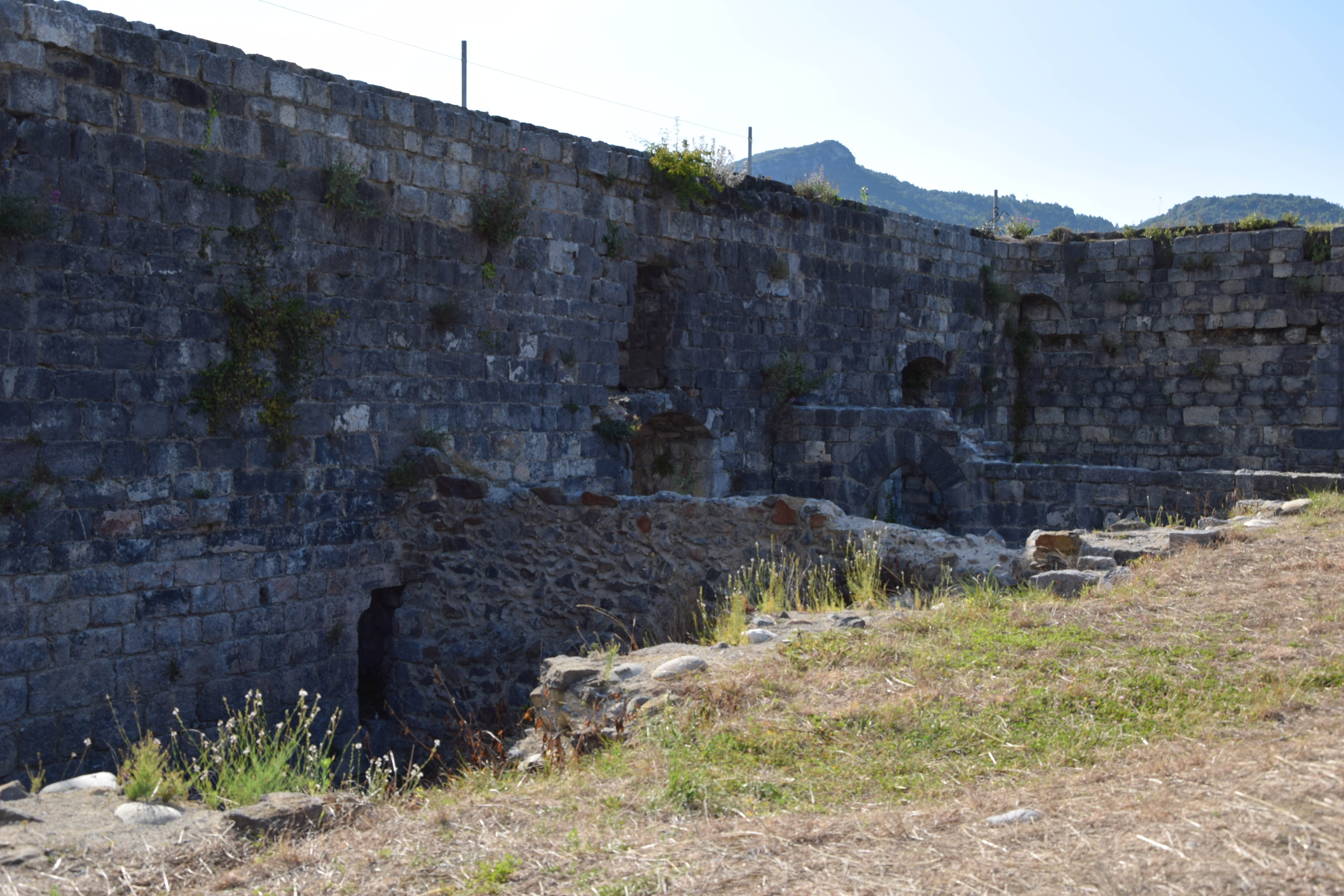
vnitřní nádvoří hradu